# Метод найменших квадратів
Метод найменших квадратів — метод знаходження наближеного розв'язку надлишково-визначеної системи. Часто застосовується в регресійному аналізі. На практиці найчастіше використовується лінійний метод найменших квадратів, що використовується у випадку системи лінійних рівнянь. Зокрема важливим застосуванням у цьому випадку є оцінка параметрів у лінійній регресії, що широко застосовується у математичній статистиці і економетриці.

## Мотиваційний приклад

Графік точок даних (червоним), лінія найменших квадратів (синім) і відстані (зеленим)

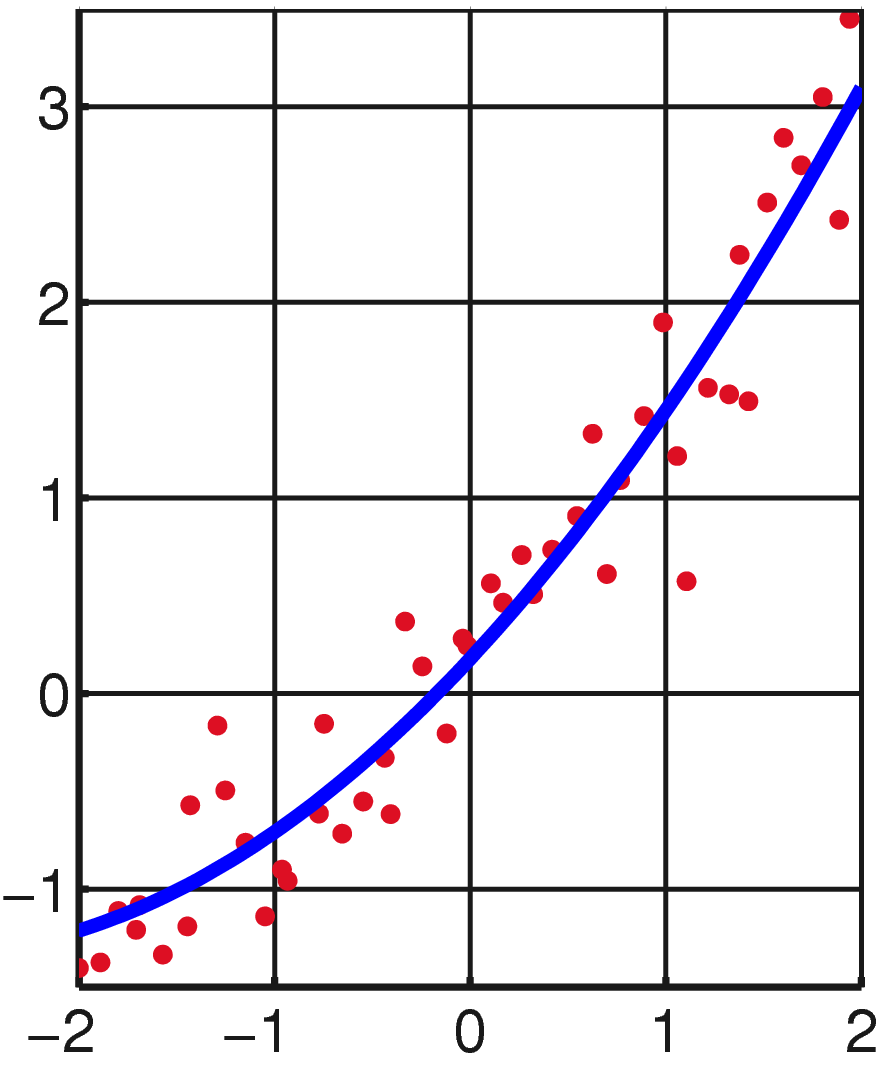
Результат підгонки сукупності спостережень (червоним) квадратичною функцією (синім). У лінійних найменших квадратах функція не повинна бути лінійною у своєму аргументі а лише щодо своїх параметрів які треба визначити для отримання найкращого результату

Нехай в результаті деякого досліду отримано чотири {\displaystyle (x,y)} точки даних: {\displaystyle (1,6),} {\displaystyle (2,5),} {\displaystyle (3,7)} і {\displaystyle (4,10)} (на малюнку ліворуч позначені червоним). Потрібно знайти пряму {\displaystyle y=\beta _{1}+\beta _{2}x}, яка найкраще підходить для цих точок. Інакше кажучи, ми хотіли б знайти числа {\displaystyle \beta _{1}} і {\displaystyle \beta _{2}}, які приблизно розв'язують надвизначену лінійну систему
{\displaystyle {\begin{alignedat}{3}\beta _{1}+1\beta _{2}&&\;=\;&&6&\\\beta _{1}+2\beta _{2}&&\;=\;&&5&\\\beta _{1}+3\beta _{2}&&\;=\;&&7&\\\beta _{1}+4\beta _{2}&&\;=\;&&10&\\\end{alignedat}}}
чотирьох рівнянь з двома невідомими в деякому найкращому сенсі.
Підхід найменших квадратів розв'язання цієї проблеми полягає у спробі зробити якомога меншою суму квадратів похибок між правою і лівою сторонами цієї системи, тобто необхідно знайти мінімум функції
{\displaystyle {\begin{aligned}S(\beta _{1},\beta _{2})=&\left[6-(\beta _{1}+1\beta _{2})\right]^{2}+\left[5-(\beta _{1}+2\beta _{2})\right]^{2}\\&+\left[7-(\beta _{1}+3\beta _{2})\right]^{2}+\left[10-(\beta _{1}+4\beta _{2})\right]^{2}.\end{aligned}}}
Мінімум визначають через обчислення часткової похідної від {\displaystyle S(\beta _{1},\beta _{2})} щодо {\displaystyle \beta _{1}} і {\displaystyle \beta _{2}} і прирівнюванням їх до нуля
{\displaystyle {\frac {\partial S}{\partial \beta _{1}}}=0=8\beta _{1}+20\beta _{2}-56}
{\displaystyle {\frac {\partial S}{\partial \beta _{2}}}=0=20\beta _{1}+60\beta _{2}-154.}
Це приводить нас до системи з двох рівнянь і двох невідомих, які називаються нормальними рівняннями. Роз'язком СЛАР будуть
{\displaystyle \beta _{1}=3.5}
{\displaystyle \beta _{2}=1.4},
звідки отримуємо {\displaystyle y=3.5+1.4x}, що є рівнянням прямої, яка проходить найближче до поданих чотирьох точок. Мінімальна сума квадратів похибок є {\displaystyle S(3.5,1.4)=1.1^{2}+(-1.3)^{2}+(-0.7)^{2}+0.9^{2}=4.2.}

### Використання квадратичної моделі
Важливо, що у методі лінійних найменших квадратів ми не обмежені використанням прямої як моделі як у попередньому прикладі. Наприклад, ми могли вибрати обмежену квадратичну модель {\displaystyle y=\beta _{1}x^{2}}. Ця модель все ще лінійна в сенсі параметру {\displaystyle \beta _{1}}, отже ми все ще можемо здійснювати той самий аналіз, будуючи систему рівнянь з точок даних:
{\displaystyle {\begin{alignedat}{2}6&&\;=\beta _{1}(1)^{2}\\5&&\;=\beta _{1}(2)^{2}\\7&&\;=\beta _{1}(3)^{2}\\10&&\;=\beta _{1}(4)^{2}\\\end{alignedat}}}
Часткові похідні щодо параметрів (цього разу лише одного) так само обчислюються і прирівнюються до 0:
{\displaystyle {\frac {\partial S}{\partial \beta _{1}}}=0=708\beta _{1}-498}
Розв'язок отриманого рівняння:
{\displaystyle \beta _{1}=0.703,}
що призводить до визначення найбільш підходящої моделі {\displaystyle y=0.703x^{2}}

## Лінійний випадок

### Одна незалежна змінна
Нехай маємо лінійну регресію зі скалярною змінною x:
{\displaystyle y=x\beta _{1}+\beta _{0},}
а також вибірку початкових даних {\displaystyle (y_{i},x_{i})} розміру M.
Тоді
{\displaystyle \beta _{0}={\frac {1}{M}}\sum _{i}y_{i}-{\frac {\beta _{1}}{M}}\sum _{i}x_{i},\beta _{1}={\frac {M\sum _{i}x_{i}y_{i}-\sum _{i}x_{i}\sum _{i}y_{i}}{M\sum _{i}x_{i}^{2}-(\sum _{i}x_{i})^{2}}}}

### Множинна регресія (випадок багатьох незалежних змінних)
Для надлишково-визначеної системи m лінійних рівнянь з n невідомими {\displaystyle \beta _{j},\quad (m>n):}
{\displaystyle \sum _{j=1}^{n}X_{ij}\beta _{j}=y_{i},\quad i={\overline {1,m}},\quad j={\overline {1,n}}}
чи в матричній формі запису:
{\displaystyle X{\boldsymbol {\beta }}=\mathbf {y} ,}
зазвичай не існує точного розв'язку, і потрібно знайти такі β, які мінімізують наступну норму:
{\displaystyle {\underset {\boldsymbol {\beta }}{\operatorname {arg\,min} }}\,\sum _{i=1}^{m}\left|y_{i}-\sum _{j=1}^{n}X_{ij}\beta _{j}\right|^{2}={\underset {\boldsymbol {\beta }}{\operatorname {arg\,min} }}\,{\big \|}\mathbf {y} -X{\boldsymbol {\beta }}{\big \|}^{2}.}
Такий розв'язок завжди існує і він є єдиним:
{\displaystyle {\hat {\boldsymbol {\beta }}}=(X^{\top }X)^{-1}X^{\top }\mathbf {y} }
хоч дана формула не є ефективною через необхідність знаходити обернену матрицю.

### Виведення формули
Значення {\displaystyle S=\sum _{i=1}^{m}\left|y_{i}-\sum _{j=1}^{n}X_{ij}\beta _{j}\right|^{2}} досягає мінімуму в точці в якій похідна по кожному параметру рівна нулю. Обчислюючи ці похідні одержимо:
{\displaystyle {\frac {\partial S}{\partial \beta _{j}}}=2\sum _{i}r_{i}{\frac {\partial r_{i}}{\partial \beta _{j}}}=0\ (j=1,2,\dots ,n)}
де використано позначення {\displaystyle r_{i}=y_{i}-\sum _{j=1}^{n}X_{ij}\beta _{j}.}
Також виконуються рівності:
{\displaystyle {\frac {\partial r_{i}}{\partial \beta _{j}}}=-X_{ij}.}
Підставляючи вирази для залишків і їх похідних одержимо рівність:
{\displaystyle {\frac {\partial S}{\partial \beta _{j}}}=-2\sum _{i=1}^{m}X_{ij}\left(y_{i}-\sum _{k=1}^{n}X_{ik}\beta _{k}\right)=0.}
Дану рівність можна звести до вигляду:
{\displaystyle \sum _{i=1}^{m}\sum _{k=1}^{n}X_{ij}X_{ik}{\hat {\beta }}_{k}=\sum _{i=1}^{m}X_{ij}y_{i}\ (j=1,2,\dots ,n)\,}
або в матричній формі:
{\displaystyle (\mathbf {X} ^{\top }\mathbf {X} ){\hat {\boldsymbol {\beta }}}=\mathbf {X} ^{\top }\mathbf {y} .}

### Числові методи для обчислення розв'язку
Якщо матриця {\displaystyle \ X^{\top }X} є невиродженою та додатноозначеною, тобто має повний ранг, тоді система може бути розв'язана за допомогою розкладу Холецького {\displaystyle X^{\top }X=R^{\top }R}, де {\displaystyle R} — верхня трикутна матриця.
{\displaystyle R^{\top }R{\hat {\boldsymbol {\beta }}}=X^{\top }\mathbf {y} .}
Розв'язок отримаємо в два кроки:
1. Отримаємо {\displaystyle \mathbf {z} } з рівняння {\displaystyle R^{\top }\mathbf {z} =X^{\top }\mathbf {y} ,}
2. Підставимо і отримаємо {\displaystyle {\hat {\boldsymbol {\beta }}}} з {\displaystyle R{\hat {\boldsymbol {\beta }}}=\mathbf {z} .}

В обох випадках використовуються властивості трикутної матриці.

### Статистичні властивості
Одним із найважливіших застосувань лінійного МНК є оцінка параметрів лінійної регресії. Для заданого набору даних {\displaystyle \{y_{i},\,x_{i1},\ldots ,x_{ip}\}_{i=1}^{n}} будується модель:
{\displaystyle y_{i}=\beta _{1}x_{i1}+\cdots +\beta _{p}x_{ip}+\varepsilon _{i}=x'_{i}\beta +\varepsilon _{i},\qquad i=1,\ldots ,n,}
або в матричній формі:
{\displaystyle y=X\beta +\varepsilon ,\,}
де:
{\displaystyle y={\begin{pmatrix}y_{1}\\y_{2}\\\vdots \\y_{n}\end{pmatrix}},\quad X={\begin{pmatrix}x'_{1}\\x'_{2}\\\vdots \\x'_{n}\end{pmatrix}}={\begin{pmatrix}x_{11}&\cdots &x_{1p}\\x_{21}&\cdots &x_{2p}\\\vdots &\ddots &\vdots \\x_{n1}&\cdots &x_{np}\end{pmatrix}},\quad \beta ={\begin{pmatrix}\beta _{1}\\\vdots \\\beta _{p}\end{pmatrix}},\quad \varepsilon ={\begin{pmatrix}\varepsilon _{1}\\\varepsilon _{2}\\\vdots \\\varepsilon _{n}\end{pmatrix}}.}
В цих формулах {\displaystyle \beta } — вектор параметрів, які оцінюються, наприклад, за допомогою методу найменших квадратів, а {\displaystyle \varepsilon } — вектор випадкових змінних.
У класичній моделі множинної лінійної регресії приймаються такі умови:
- {\displaystyle y_{i}=\beta _{0}\beta _{1}x_{i1}+\cdots +\beta _{p}x_{ip}+\varepsilon _{i}=x'_{i}\beta +\varepsilon _{i},\qquad i=1,\ldots ,n,}
- {\displaystyle \operatorname {E} [\,\varepsilon _{i}]=0.}
- {\displaystyle \operatorname {E} [\,\varepsilon _{i}\varepsilon _{j}]={\begin{cases}\sigma ^{2}&i=j\\0&i\neq j\end{cases}}}

тобто випадкові змінні є гомоскедастичними і між ними відсутня будь-яка залежність.
- Ранг матриці X рівний p + 1, тобто між пояснюючими змінними відсутня лінійна залежність.

Для такої моделі оцінка {\displaystyle {\hat {\boldsymbol {\beta }}}} одержана методом найменших квадратів володіє властивостями:
- Незміщеність. Оцінка {\displaystyle {\hat {\boldsymbol {\beta }}}} є незміщеною, тобто {\displaystyle \operatorname {E} [\,{\hat {\beta }}\,|X\,]=\beta .} Справді:

{\displaystyle \operatorname {E} [\,{\hat {\beta }}]=\operatorname {E} {\Big [}(X^{\top }X)^{-1}X^{\top }(X\beta +\varepsilon ){\Big ]}=\beta +\operatorname {E} {\Big [}(X^{\top }X)^{-1}X^{\top }\varepsilon {\Big ]}=\beta +(X^{\top }X)^{-1}X^{\top }\operatorname {E} (\varepsilon )=\beta }
- Коваріаційна матриця оцінки {\displaystyle {\hat {\boldsymbol {\beta }}}} рівна:

{\displaystyle \operatorname {Var} [\,{\hat {\beta }}\,]=\sigma ^{2}(X^{\top }X)^{-1}.}
Це випливає з того, що {\displaystyle \operatorname {Var} [\,Y\,]=\operatorname {Var} [\,\varepsilon \,]} і
{\displaystyle \operatorname {E} [\,{\hat {\beta }}]=\operatorname {Var} [\,(X^{\top }X)^{-1}X^{\top }Y\,]=(X^{\top }X)^{-1}X^{\top }\operatorname {Var} [\,Y\,]X(X^{\top }X)^{-1}=}
{\displaystyle =\sigma ^{2}(X^{\top }X)^{-1}(X^{\top }X)(X^{\top }X)^{-1}=\sigma ^{2}(X^{\top }X)^{-1}}
- Ефективність. Згідно з теоремою Гауса — Маркова оцінка, що одержана МНК, є найкращою лінійною незміщеною оцінкою.
- Змістовність. При доволі слабких обмеженнях на матрицю X метод найменших квадратів є змістовним, тобто при збільшенні розміру вибірки, оцінка за імовірністю прямує до точного значення параметру. Однією з достатніх умов є наприклад прямування найменшого власного значення матриці {\displaystyle (X^{\top }X)} до безмежності при збільшенні розміру вибірки.
- Якщо додатково припустити нормальність змінних {\displaystyle \varepsilon ,} то оцінка МНК має розподіл:

{\displaystyle {\hat {\beta }}\ \sim \ {\mathcal {N}}{\big (}\beta ,\ \sigma ^{2}(X^{\top }X)^{-1}{\big )}}

## В математичному моделюванні
Нехай ми маємо вибірку початкових даних {\displaystyle f(x_{i})=y_{i}\ i={\overline {1..n}}}. Функція {\displaystyle f} — невідома.
Якщо ми знаємо приблизний вигляд функції {\displaystyle f(x)}, то задамо її у вигляді функціоналу {\displaystyle F(x_{i},a_{0},\ldots ,a_{m})\approx y_{i}}, де {\displaystyle a_{0},\ldots ,a_{m}} — невідомі константи.
Нам потрібно мінімізувати відмінності між {\displaystyle F} та {\displaystyle f}. Для цього беруть за міру суму квадратів різниць значень цих функцій у всіх точках {\displaystyle x_{i}} і її мінімізують (тому метод так і називається):
{\displaystyle I(a_{0},\ldots ,a_{m})=\sum _{i=0}^{n}(y_{i}-F(x_{i},a_{0},\ldots ,a_{m}))^{2}\to \min }
Коефіцієнти {\displaystyle a_{j}} в яких така міра мінімальна знаходять з системи:
{\displaystyle {\begin{cases}\displaystyle {\frac {\partial I(a_{0},\ldots ,a_{m})}{\partial a_{0}}}=0\\\ldots \\\displaystyle {\frac {\partial I(a_{0},\ldots ,a_{m})}{\partial a_{m}}}=0\end{cases}}}